# Gozdowo (gmina)
Gozdowo (daw. gmina Lisewo + gmina Lelice) – gmina wiejska w Polsce położona w województwie mazowieckim, w powiecie sierpeckim. W latach 1975–1998 gmina administracyjnie należała do województwa płockiego.
Siedziba gminy to Gozdowo.
Według danych z 10 grudnia 2008 gminę zamieszkiwały 6124 osoby.

## Struktura powierzchni
Według danych z roku 2002 gmina Gozdowo ma obszar 126,7 km², w tym:
- użytki rolne: 83%
- użytki leśne: 10%

Gmina stanowi 14,86% powierzchni powiatu.

## Demografia

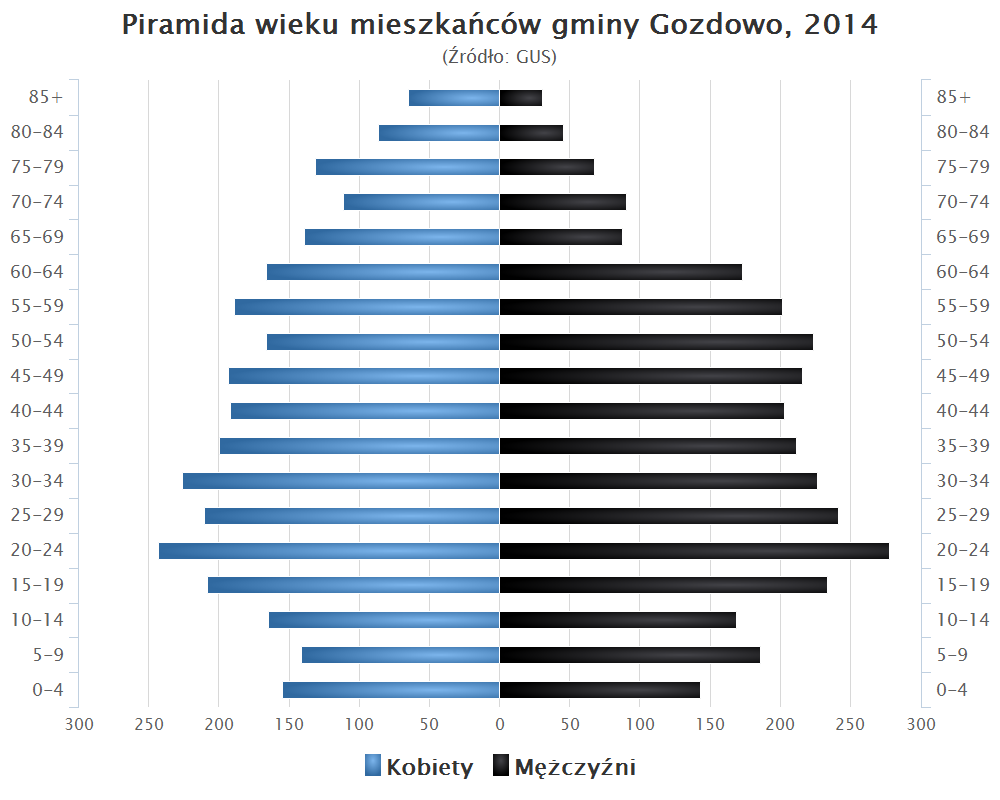
Piramida wieku mieszkańców gminy Gozdowo w 2014 roku

Dane z 30 czerwca 2004:
| Opis                              | Ogółem | Ogółem | Kobiety | Kobiety | Mężczyźni | Mężczyźni |
| --------------------------------- | ------ | ------ | ------- | ------- | --------- | --------- |
| jednostka                         | osób   | %      | osób    | %       | osób      | %         |
| populacja                         | 6083   | 100    | 3064    | 50,4    | 3019      | 49,6      |
| gęstość zaludnienia (mieszk./km²) | 48     | 48     | 24,2    | 24,2    | 23,8      | 23,8      |

## Sołectwa
Antoniewo, Białuty, Bombalice, Bonisław, Bronoszewice, Cetlin, Czachorowo, Dzięgielewo, Głuchowo, Golejewo, Gozdowo, Kolczyn, Kowalewo-Boguszyce, Kowalewo Podborne, Kowalewo-Skorupki, Kozice-Smorzewo, Kuniewo, Kurówko, Lelice, Łysakowo, Miodusy, Ostrowy, Reczewo, Rempin, Rękawczyn, Rogienice, Rogieniczki, Rycharcice, Węgrzynowo, Zakrzewko, Zbójno.
Pozostałe miejscowości podstawowe: Czachowo, Czarnominek, Gnaty, Kolonia Przybyszewo, Kurowo, Lisewo Duże, Lisewo Małe, Lisice-Folwark, Stradzewo.

## Sąsiednie gminy
Bielsk, Brudzeń Duży, Mochowo, Sierpc, Stara Biała, Zawidz